# در عدس مقداری سیاهی وجود دارد
در عدس مقداری سیاهی وجود دارد (به هندی: Daal Mein Kuch Kaala Hai) فیلمی محصول سال ۲۰۱۲ و به کارگردانی آناند بالاراج است. در این فیلم بازیگرانی همچون وینا ملک، جکی شروف، ویجای راز، شاکتی کاپور، امان ورما ایفای نقش کرده‌اند.